# エクトル・ファウベル
エクトル・ファウベル（Héctor Faubel Rojí、1983年8月10日 - ）は、スペイン・バレンシア県リリア出身のオートバイレーサー。

## 経歴
2002年、ロードレース世界選手権250ccクラスにフル参戦デビューを果たした。同年には並行して参戦していたスペイン国内選手権250ccクラスでチャンピオンを獲得した が、世界選手権の方では成績は伸び悩み、2005年からは125ccクラスで出直しを図ることになった。
2006年にはシーズン2勝を挙げシリーズランキング3位に入る活躍を見せ、翌2007年にはチャンピオン候補の筆頭に挙げられたが、ガボール・タルマクシに僅か5ポイント差で敗れ、シリーズ2位に終わった。
2008年、250ccクラスに復帰を果たし、チーム・アスパーでアルバロ・バウティスタのチームメイトを務めることになったが、バウティスタがシリーズ2位に入る活躍を見せた一方、ファウベルはシリーズ14位に沈んでしまった。
2009年はスペインの Stop and Go Racing が運営し、リーガ・エスパニョーラのバレンシアCFがスポンサーに就く "バレンシアCF・ホンダ・SAG" チームに移籍し、デビュー以来乗り続けたアプリリアから、ホンダ・RS250RWにマシンを変更することになった。スポンサーは異なるが、同じく Stop and Go Racing が運営する "タイ・ホンダ PTT SAG" チームのラタパー・ウィライローとは実質的にはチームメイト同士であった。ファウベルはウェットレースとなった第4戦フランスGPでクラス初表彰台となる2位を獲得し、シリーズランキングでもクラス自己ベストとなる9位を記録した。
2010年シーズン、ファウベルはウィライローと共にSAGチームに残留する予定だったが、資金難に苦しむチームはスポンサー資金を集められなかったファウベルに代わりベルナト・マルティネスとの契約を発表した。一時的にシートを失ったファウベルだったが、開幕直前になってマークVDSレーシングチームのシートを確保、スコット・レディングをチームメイトにスッターのシャシーを駆って、250ccクラス後継のMoto2クラスに参戦することとなった。事前テストが一切できなかった ファウベルは開幕から苦戦が続き、ポイント圏内での完走はわずか4回でシリーズ26位に沈んだ。
2011年は125ccクラスに再び戻り、古巣アスパー・チームで同クラスのラストシーズンを戦うことになった。

## ロードレース世界選手権 戦績
| シーズン | クラス | バイク     | 出走 | 優勝 | 表彰台 | PP | ポイント |      |
| -------- | ------ | ---------- | ---- | ---- | ------ | -- | -------- | ---- |
| 2000年   | 125cc  | アプリリア | 2    | 0    | 0      | 0  | -        | -    |
| 2001年   | 125cc  | アプリリア | 2    | 0    | 0      | 0  | -        | -    |
| 2002年   | 250cc  | アプリリア | 16   | 0    | 0      | 0  | 14       | 23位 |
| 2003年   | 250cc  | アプリリア | 16   | 0    | 0      | 0  | 34       | 13位 |
| 2004年   | 250cc  | アプリリア | 14   | 0    | 0      | 0  | 31       | 17位 |
| 2005年   | 125cc  | アプリリア | 16   | 0    | 3      | 0  | 113      | 9位  |
| 2006年   | 125cc  | アプリリア | 16   | 2    | 5      | 0  | 197      | 3位  |
| 2007年   | 125cc  | アプリリア | 17   | 5    | 13     | 2  | 277      | 2位  |
| 2008年   | 250cc  | アプリリア | 16   | 0    | 0      | 0  | 64       | 14位 |
| 2009年   | 250cc  | ホンダ     | 16   | 0    | 1      | 0  | 105      | 9位  |
| 2010年   | Moto2  | スッター   | 17   | 0    | 0      | 0  | 18       | 26位 |
| 2011年   | 125cc  |            |      |      |        |    |          |      |
| 合計     |        |            | 148  | 7    | 22     | 2  | 853      |      |